# Macropsychanthus lauterbachii
Macropsychanthus lauterbachii är en ärtväxtart som beskrevs av Hermann August Theodor Harms. Macropsychanthus lauterbachii ingår i släktet Macropsychanthus och familjen ärtväxter.

## Underarter
Arten delas in i följande underarter:
- M. l. glabricalyx
- M. l. hirsutus
- M. l. lauterbachii
- M. l. parviflorus